# Limbang
Huyện Limbang là một huyện thuộc bang Sarawak của Malaysia. Huyện Limbang có dân số thời điểm năm 2010 ước tính khoảng 46947 người.